# آرام اینچیکیان
آرام مکرتچی اینچیکیان (ارمنی: Արամ Մկրտչի Ինճիկյան؛  زادهٔ ۲۹ دسامبر ۱۹۱۰ - درگذشته ۲۲ مارس ۱۹۷۵) یک تاریخ‌نگار ادبی و استاد اهل ارمنستان بود.

## زندگی‌نامه
در ۲۹ دسامبر ۱۹۱۰ در آخالتسیخه به دنیا آمد و از دانشگاه دولتی علوم پرورشی خاچاطور آبوویان ارمنستان (۱۹۳۲) دانشگاه دولتی ایروان (۱۹۳۷) فارغ‌التحصیل شد. وی در آرم‌فان، ارتش سرخ و انستیتو ادبی فعالیت می‌کرد. وی عضو اتحادیه نویسندگان اتحاد شوروی (۱۹۳۷) بود. وی همچنین برنده دانشمند شایسته ارمنستان شوروی (۱۹۷۰) و جایزه دولتی ارمنستان شوروی شده است. وی در ۲۲ مارس ۱۹۷۵ در سن ۶۴ سالگی در ایروان درگذشت و در آرامستان مرکزی ایروان (توخماخ) به خاک سپرده شد.

## یادداشت
1. ↑  բանասիրական գիտությունների դոկտոր